# Лёйгардалюр (ледовая арена)
Ледовый каток Лёйгардалюр (Лёйгардалюр арена) (исл. Skautahöllin í Laugardal, англ. Ice Rink Laugardalur) — крытая ледовая арена в районе Лёйгардалюр столицы Исландии, Рейкьявике. Спортивный объект является домашней ареной команды ХК Рейкьявик.

## Описание
Спортивный объект представляет собой сооружение площадью составляет более 3700 квадратных метров, из которых сама арена соревнований составляет 1800 квадратных метров. Каток вмещает до тысячи человек. Недалеко расположен спортивный комплекс Лёйгардальсхёль (Laugardalsholl Sport Centre), где проходил Матч за звание чемпиона мира по шахматам 1972.

### Спортивной ассоциации Рейкьявика
Каток находится под управлением Спортивной ассоциации Рейкьявика.
Спортивная ассоциация Рейкьявика (ÍBR) была основана в 1944 году и представляет собой ассоциацию спортивных клубов Рейкьявика. Спортивная ассоциация также заботится об эксплуатации катка в Лаугардалуре, а также об организации пяти крупных спортивных мероприятий, которые проводятся каждый год.

## Строительство
Арена была построена в 1997 году и открыта в 1998 году.
В 2017 году был проведён ремонт, в ходе которого была заменено все морозильное оборудование.

## Спортивные мероприятия
- Группа A второго дивизиона чемпионата мира по хоккею с шайбой 2015
- Третий дивизион чемпионата мира по хоккею с шайбой среди молодёжных команд 2019
- Группа В второго дивизиона чемпионата мира по хоккею с шайбой 2022 года
- Группа В второго дивизиона чемпионата мира по хоккею с шайбой 2023 года